# アイスホッケー (任天堂)
『アイスホッケー』 (ICE HOCKEY) は、1988年1月21日に任天堂から発売された、ファミリーコンピュータ ディスクシステム（ディスクシステム）用ゲームソフトである。2006年12月2日にはWiiのバーチャルコンソールで、2013年12月11日にはWii Uのバーチャルコンソールで配信されている。

## 概要
タイトル通り、アイスホッケーを題材としたゲーム。プレイヤーは3つのユニットを4人選んでチームを組み、戦う。3つのユニットにはそれぞれ個性があり、「やせている」「普通の体格」「太っている」の3つである。それぞれ能力が異なり、チームバランスを考えて編成する必要がある。
1人用プレイと2人用プレイがあり、1人用プレイの場合はコンピュータを相手に戦う。
世界各国のチームを選んで使用するゲームであり、参加国は日本、アメリカ合衆国、ポーランド、カナダ、ソビエト連邦、チェコスロバキアの6か国である。国によって能力に差異は無い。

## 他機種版
| No. | タイトル                                      | 発売日                                          | 対応機種        | 開発元                              | 発売元 | メディア                            | 型式 | 売上本数 | 備考 |
| --- | --------------------------------------------- | ----------------------------------------------- | --------------- | ----------------------------------- | ------ | ----------------------------------- | ---- | -------- | ---- |
| 1   | アイスホッケー                                | 2006年12月2日 2006年12月12日 PAL 2006年12月29日 | Wii             | 任天堂情報開発本部 任天堂開発第二部 | 任天堂 | ダウンロード (バーチャルコンソール) | -    | -        |      |
| 2   | アイスホッケー                                | 2013年12月11日 INT 2014年2月20日                | Wii U           | 任天堂情報開発本部 任天堂開発第二部 | 任天堂 | ダウンロード (バーチャルコンソール) | -    | -        |      |
| 3   | ファミリーコンピュータ Nintendo Switch Online | 2018年9月19日                                   | Nintendo Switch | 任天堂                              | 任天堂 | ダウンロード                        | -    | -        |      |

## 評価
- ゲーム誌『ファミコン通信』のクロスレビューでは合計27点（満40点）となっている[4]。

- ゲーム誌『ファミリーコンピュータMagazine』の読者投票による「ゲーム通信簿」での評価は以下の通り16.90点（満25点）となっている[5]。また、同雑誌1991年5月24日号特別付録の「ファミコンディスクカード オールカタログ」では、「選手の個性と乱闘という新システムが加えられた。やはり遊べるうまいバランスのゲームだ」と紹介されている[5]。

| 項目 | キャラクタ | 音楽 | 操作性 | 熱中度 | お買得度 | オリジナリティ | 総合  |
| 得点 | 3.50       | 3.10 | 3.40   | 3.60   | -        | 3.30           | 16.90 |

- ゲーム誌『ユーゲー』では、「パックの取り合いや選手の移動速度にはボタン連打、シュートはタメ打ちで威力を調整と、シンプルな操作でスピーディーな展開が楽しめる」、「テンポ良く試合が進行するので、友達との対戦は必要以上に盛り上がる」、「本作は任天堂スポーツゲーム、いや、FCスポーツ作品の中で一番白熱できる作品だ。本物のスポーツさながらの興奮した戦いを堪能できる」と評している[7]。

## 関連作品
攻略本
アイスホッケー 必勝攻略法（ファミリーコンピュータ完璧攻略シリーズ43）
- 双葉社、1988年3月15日